# سي فينوم (صاروخ)
سي فينوم (بالإنجليزية: Sea Venom) هو صاروخ جو-سطح مضاد للسفن، خفيف الوزن ومتوسط المدى، من تطوير شركة إم بي دي إيه، بغرض تسليح مروحيات السفن بكل من بحرية المملكة المتحدة والبحرية الفرنسية. وقد تم تصميمه من البداية كصاروخ مضاد للسفن، لتوفير قدرة هجوم بحرية حقيقية، وتأثيرات دقيقة متزامنة، وقدرة على الانخراط في بيئات ساحلية معقدة.

## التسمية: سي فينوم/إيه إن إل
التسمية الأصلية لهذا الصاروخ هي سي فينوم/إيه إن إل Sea Venom/ANL. ويفسر قاموس أوكسفورد للغة الإنجليزية مفردة «فينوم Venom» بأنها سائل سام تنتجه بعض الثعابين والحشرات وما إلى ذلك، ويمكن أن تضعه في جسم حيوان آخر عن طريق العض أو اللسع. وبذلك، سيكون معنى «سي فينوم  Sea Venom» بالعربية هو «سم البحر». ولكن يشير نفس القاموس أيضًا لمعانٍ آخر يمكن أن تؤول كلمة «فينوم Venom» إليها، وهي الحقد والكراهية وشدة الغضب.

وبمختلف المعاني التي يقدمها قاموس أوكسفورد، فإن ترجمة اسم الصاروخ بالعربية تتراوح بين: سم، أو حقد، أو كراهية، أو غضب البحر. وكلها مسميات تتناسب مع خطورة هذا الصاروخ.

أما عن الأحرف الثلاثة بالإختصار (ANL) والملحقة بالتسمية الإنجليزية، فهي صيغة مختصرة للعبارة الفرنسية "Anti-Navire Léger" والتي تعني مضاد السفن الخفيف. أي أن التسمية الأصلية "Sea Venom/ANL" تجمع بين تسمية الصاروخ باللغتين الإنجليزية والفرنسية.

## خلفية تاريخية
خلال قمة فرنسية بريطانية، أكدت الدولتان عزمهما على دراسة مشتركة لصاروخ خفيف مضاد للسفن في المستقبل، وكان ذلك في 6 يوليو 2009 بمدينة إيفيان الفرنسية.

وقد استهدف هذا التعاون، تلبية احتياجات الفرنسيين «لمضاد السفن الخفيف» (ANL)، وصاروخ «المستقبل المضاد للسفن» البريطاني (FASGW)، وتضمن مرحلة تقييم أولية تدوم أكثر من عامين بقليل، بتكلفة تصل إلى ما يقرب من 50 مليون يورو (حوالي 35 مليون جنيه إسترليني). على أن يتم تنفيذ العمل في فرنسا والمملكة المتحدة.

في يونيو 2013، أكد وزير الدفاع الفرنسي إطلاق برنامج إنتاج الصواريخ الخفيفة المضادة للسفن (LNA)، بالتعاون مع بريطانيا.

وفي مارس 2014، أخطرت وزارة الدفاع البريطانية -بالنيابة عن البلدين- شركة إم بي دي إيه، بعقد تطوير وإنتاج الصاروخ.
بعد عدة مراحل من التطوير والتجريب، وصل البرنامج في أبريل 2018 إلى مرحلة جديدة، وذلك مع أول إطلاق كامل في فرنسا بواسطة مروحية دوفين. وقد تم إطلاق النار بنجاح قبالة إحدى الجزر في البحر الأبيض المتوسط ، حيث أصاب صاروخ سي فينوم الهدف المحدد.
في عام 2018، صرحت إم بي دي إيه بأنها تعمل على نسخة أرضية من «سي فينوم» يمكن استخدامها في دفاع ساحلي متعدد الطبقات.
على الرغم من نشر رسومات للمروحية وايلد كات حاملة السلاح لأول مرة بواسطة ليوناردو في فبراير 2018، فقد تم تحسين التصميم ديناميكيًا منذ ذلك الحين. ومن المقرر أن يتم نشر Wildcat مبدئيًا بدون صاروخ سي فينوم، والذي من المقرر أن يصل إلى القدرة التشغيلية في أوائل عام 2022.
 ومع ذلك، أعلنت البحرية الملكية البريطانية في مايو 2021، أنها قامت بنشر صواريخ سي فينوم في قدرة تشغيلية أولية، كجزء من مجموعة حاملة الطائرات الضاربة 21، في أول انتشار لها في المحيط الهادئ. تم تجهيز أربع مروحيات من فئة وايلدكات بصواريخ سي فينوم، وربضت تلك المروحيات على سطح المدمرات المصاحبة للمجموعة الضاربة.

## التصميم

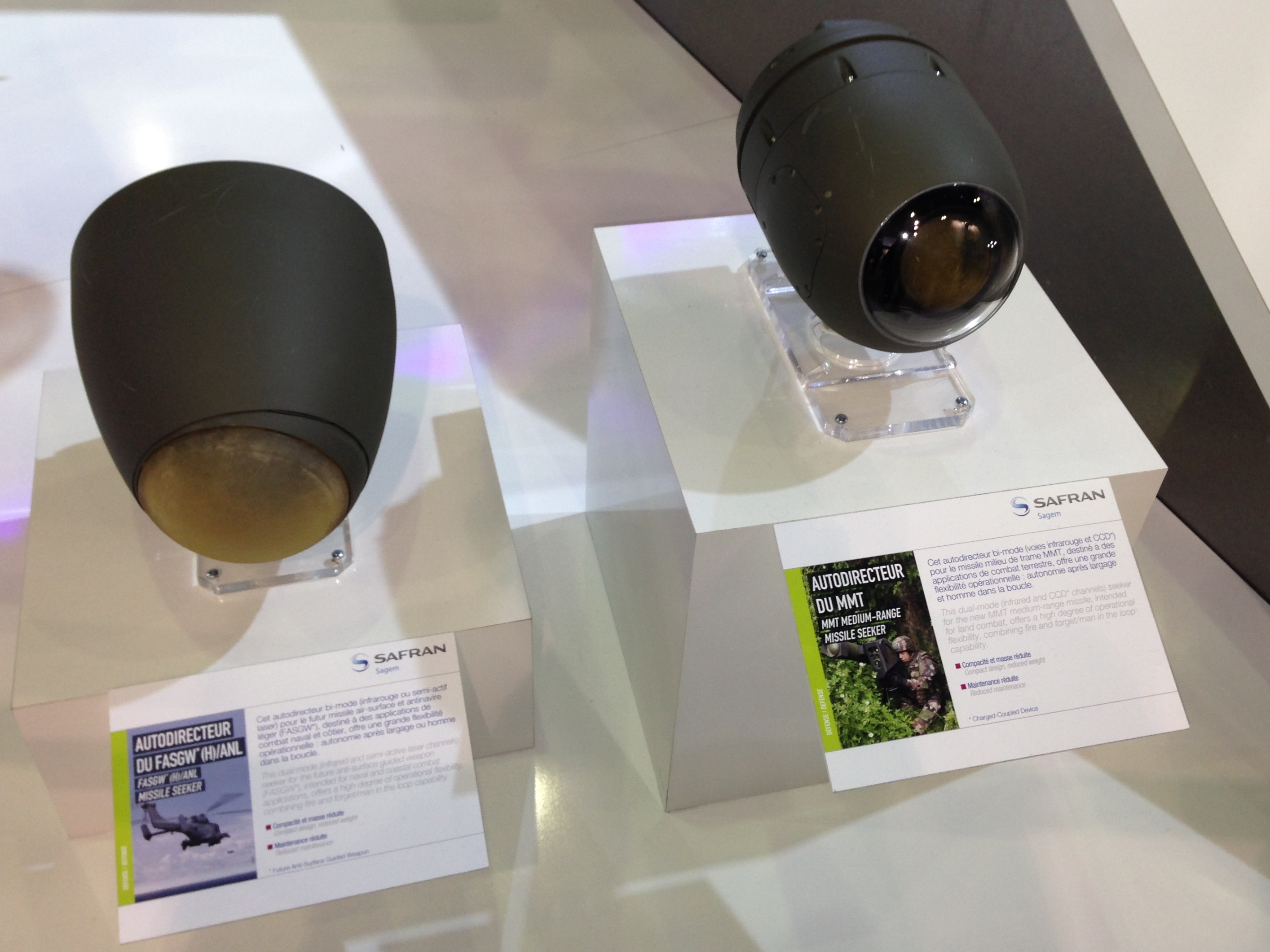
على اليسار- رأس توجيه بالأشعة تحت الحمراء للصاروخ سي فينوم

عند تصميم الصاروخ سي فينوم، تم تخصيصه للمهام البحرية الهجومية والدفاعية من مروحيات إن إتش 90 وطائرات الهليكوبتر الخفيفة للبحرية الفرنسية. وعلى الجانب الآخر، كان الصاروخ مخصصًا لمروحيات وايلدكات بالبحرية الملكية البريطانية. لتوجيهه ضد سفن من فئات الزورق السريع أو زوارق الدوريات (زوارق بإزاحة أقل من 500 طن).

يتميز التصميم بباحث غير مبرد ينتمي لأحدث تقنيات التصوير بالأشعة تحت الحمراء، باستخدام خوارزميات متقدمة لتحديد الهدف الصحيح بدقة في سيناريوهات الملاحة الكثيفة، ورابط بيانات قوي ثنائي الاتجاه يسمح بالإشراف الكامل على الاشتباك من قمرة القيادة. وبموثوقيتها، ودمج واجهات داخلية قياسية، يمكن النظر في تكامل مجموعة واسعة من المنصات العسكرية المحمولة جواً، بما في ذلك المروحيات المأهولة، والأنظمة الجوية الموجهة عن بعد، وطائرات الدوريات البحرية. كما توجد أيضًا خيارات لنسخ سطح-سطح
وفي هذا البرنامج ، توفر سافران (ساجم سابقًا) الباحث بالأشعة تحت الحمراء، وتوفر روكسل المحرك (بينما المعزز هو نفسه الموجود في صاروخ برايمستون)، كما تقدم تاليس مقياس الارتفاع الراديوي والرأس الحربي تقدمه يورنكو.

## خصائص
سي فينوم صاروخ كشط بحري عالي السرعة (لكن دون سرعة الصوت)، يبلغ وزن الصاروخ 110 كجم، بينما وزن الرأس الحربي فيبلغ 30 كجم، أما مداه فيصل إلى 20 كم. والصاروخ مصمم بالأساس بتأثير مميت للغاية على الوحدات الساحلية كالزوارق السريعة وزوارق الدورية. والصاروخ فعال أيضًا ضد الأهداف الساحلية البرية.
ومن خصائص الصاروخ:
- مؤثر وفعال ضد مجموعة واسعة من الأهداف، سواء البحرية أو البرية.
- يزيد من قدرة المنصة في البقاء على قيد الحياة "Survivability" ضد الأهداف التي يتم مواجهتها، وذلك بسبب مدى المواجهة، ووصلة البيانات ثنائية الاتجاه.
- قادر على اختيار نقطة التصويب على الهدف من أجل المرونة التكتيكية.
- مناسبة لمجموعة واسعة من المنصات المروحية، بما في ذلك وايلدكات وبانثر وإن إتش-90.
- تقليص تكاليف مدى الحياة لمستخدمي سي سكوا وإيه إس 15 تي تي

## المشغلون
- البحرية الملكية البريطانية
- البحرية الفرنسية

### المشغلون المحتملون
تقوم إم بي دي إيه بتطوير الصاروخ سي فينوم لتلبية متطلبات البحرية البريطانية والفرنسية لصاروخ مضاد للسفن تطلقه مروحياتهما في المستقبل. وسيحل محل صاروخين آخرين مضادين للسفن ضمن مجموعة منتجات إم بي دي
إيه. ويستخدم
الصاروخ سي سكوا بمروحيات لينوكس التابعة للبحرية الملكية البريطانية وعلى طائرات الهليكوبتر سي كينج ولينوكس و بي إيه 212 لسبع دول أخرى، بما في ذلك القوات البحرية لألمانيا والبرازيل وماليزيا والكويت وتركيا وكوريا الجنوبية. ويتم استخدام الصاروخ إيه إس 15 تي تي AS15TT على مروحية بانثرالتي تديرها قوات الشرق الأوسط.وهذا الأمر يفتح المجال لطلب الصاروخ من قبل عدد من الدول المستخدمة لأحد الصاروخين المذكورين.